# Bernardo Folha
Bernardo Folha, né le 23 mars 2002 à Porto, est un footballeur portugais qui évolue au poste de milieu de terrain à Al-Wahda FC.

## Biographie
Né à Porto, Bernardo est le fils d'António Folha, ancien international portugais ayant fait l'essentiel de sa carrière au FC Porto, club où il entraine par la suite son fils, en équipes de jeunes et reserve,.

### Carrière en club
Passé par tous les niveaux du centre de formation du FC Porto, Folha fait ses débuts en équipe première le 15 décembre 2021, remplaçant Sérgio Oliveira dans le dernier quart d'heure d'une victoire 1-0 en Coupe du Portugal contre Rio Ave.
Bernardo Folha fait ses débuts en Ligue des champions le 12 octobre 2022, remplaçant Mateus Uribe lors du match de poule de Porto contre le Bayer Leverkusen, alors que son équipe s'impose 3-0 en Allemagne,.

### Carrière en sélection
Bernardo Folha est international portugais en équipes de jeunes, cumulant plusieurs sélections dans diverses catégories, jusqu'au espoirs, qu'il découvre en 2022.

## Palmarès
FC Porto
- Vainqueur de la Coupe de la Ligue en 2023.
- Vainqueur de la Coupe du Portugal en 2023.
- Vice-champion du Portugal en 2023.